# Chrysaora melanaster
Chrysaora melanaster  è una medusa appartenente alla famiglia Pelagiidae.